# Herman Ehrman
Herman Ehrman /po 1947 Zvi Arman/ (hebr. הרמן צבי ארמן) (ur. 8 grudnia 1903 we Lwowie, zm. 19 grudnia 1993 w Izraelu) – polski i izraelski malarz, scenograf i architekt.

## Życiorys
Początkowo uczył się w niemieckiej szkole podstawowej, w 1914 razem z rodziną wyjechał do Wiednia, gdzie ukończył gimnazjum. W 1920 powrócił do Lwowa i studiował w Instytucie Sztuki Stosowanej. W 1927 wyjechał do Krakowa, gdzie studiował malarstwo, grafikę i scenografię na Akademii Sztuk Pięknych. Należał do  Związek Żydowskich Artystów Plastyków i Związku Polskich Artystów Plastyków. Jego prace uczestniczyły w ogólnopolskiej wystawie malarstwa w 1934, rok później miał pierwszą wystawę indywidualną w Katowicach. Od 1936 nauczał rysunku w lwowskim gimnazjum żydowskim, po zajęciu Lwowa przez Związek Radziecki uczył w szkole technicznej. Po zajęciu Lwowa przez hitlerowców w 1941 został uwięziony w getcie lwowskim, z którego uciekł do Związku Radzieckiego, na Kaukaz, tam pracował jako dekorator teatralny. W 1945 powrócił do Polski, pracował jako dekorator i scenograf w Teatrze Polskim w Poznaniu, w 1947 podjął decyzję o emigracji do Mandatu Palestyny. Podróżował statkiem S/S „Theodor Hertzl”, który został internowany na Cyprze. Przebywając tam był wykładowcą w seminarium artystycznym oraz tworzył. Uwolniony w 1948 zamieszkał w Izraelu, gdzie pracował jako architekt w spółdzielniach „Amidar” i „Mieszkalnictwo i rozwój”. W 1966 dołączył do kolonii artystycznej w Safed. Spoczywa na Holon Cemetery.

## Twórczość
Tworzył akwarele, malarstwo olejne i grafiki, jego obrazy przedstawiają pejzaże, wizerunki miast i osad, gdzie przebywał. Stosował pastelowe odcienie, szczególną uwagę zwracał na kolorystykę nieba. Najcenniejsze dokumentują pobyt Ehrmana na Cyprze, przedstawiają obozy dla uchodźców i codzienne życie emigrantów.